# Rhyacotriton
Каскадні саламандри (Rhyacotritonidae) — родина саламандр ряду Salamandroidea з одним родом Rhyacotriton. Спочатку  рід Rhyacotriton був розміщений в родині Ambystomatidae, пізніше в родині Dicamptodontidae, і остаточно, в 1992 був виділений у власну родину. В той же час вид Rhyacotriton olympicus був розщеплений на чотири види за допомогою генетичного аналізу. Каскадні саламандри обмежені західними штатами США, а саме Каліфорнія, Орегон і Вашингтон.
В роді відомо 4 види:
- Rhyacotriton cascadae
- Rhyacotriton kezeri
- Rhyacotriton olympicus
- Rhyacotriton variegatus

## Ресурси Інтернету
- Tree of Life: Rhyacotritonidae [Архівовано 19 вересня 2012 у Wayback Machine.]